# Argala
José Miguel Beñarán Ordeñana (Arrigorriaga, País Vasco, España; 7 de marzo de 1949-Anglet, Francia, 21 de diciembre de 1978), más conocido por su sobrenombre Argala (flaco en euskera), fue un miembro de la organización terrorista Euskadi Ta Askatasuna (ETA) y uno de los ideólogos marxista-leninistas más importantes de la banda durante el franquismo y la transición española. Murió asesinado el 21 de diciembre de 1978 por una bomba colocada bajo su coche en Anglet, en el País Vasco francés, en respuesta al asesinato de Carrero Blanco y que fue reivindicado por la organización armada de ultraderecha Batallón Vasco Español.
Estuvo implicado, junto a otros miembros de ETA, en la llamada «Operación Ogro» en la que se asesinó al almirante Luis Carrero Blanco —que acababa de ser nombrado por Franco como Presidente del Gobierno— además de dos colaboradores, su conductor y escolta.

## Biografía
Nacido en Arrigorriaga en 1949 en el seno de una familia nacionalista vasca y vascoparlante por parte de la madre, Argala comenzó sus lecturas marxistas en su juventud bajo la influencia de sus amistades de la izquierda nacionalista, opositores al régimen franquista. Posteriormente, decidió incorporarse a Euskadi Ta Askatasuna (ETA), una organización terrorista que aunaba el discurso de izquierda al independentismo vasco.
En 1968 y como consecuencia de unas detenciones, José Miguel Beñarán abandonó su localidad refugiándose en Oñate durante largo tiempo y adoptando el sobrenombre de Iñaki. En 1970 tomó parte en la denominada «Operación Botella», que consistía en un ambicioso plan de fuga de los presos encausados en el proceso de Burgos mediante la construcción de un túnel, pero que no tuvo éxito al toparse con un muro de hormigón infranqueable. Oculto después en el País Vasco francés, participaría activamente en la futura evolución de la banda. En esos años de intensidad dialéctica Argala hizo célebre una frase de su propio cuño: Yo discuto con todos, intelectualizo a los militares y militarizo a los intelectuales. En diciembre de 1973, José Miguel Beñarán Ordeñana, ahora con el sobrenombre de Fernando, se encontraba en Madrid, junto con otros miembros del comando Txikia para la ejecución de la llamada «Operación Ogro» cuyo objetivo era el asesinato del Presidente del Consejo de Ministros y heredero de Franco, el almirante Luis Carrero Blanco.
De nuevo en el País Vasco francés, participaría en la reestructuración de ETA. En el seno de la organización había divergencias en cuanto a los cambios internos y, fundamentalmente, en cuanto al análisis del futuro político. Argala desempeñó aquí un papel determinante en doble sentido: analizando las consecuencias de la caída del régimen franquista y los cambios que se avecinaban, y estudiando el desdoblamiento para abarcar todos los frentes de lucha sobre un nuevo modelo organizativo, dejando para ETA el campo militar. De esta forma se constituía en noviembre de 1974 ETA militar, y el análisis realizado por José Miguel Beñaran quedaría plasmado en el manifiesto «Agiri» que se publicaría a últimos de ese mes. 
En la noche del 21 al 22 de enero, fue detenido en San Juan de Luz por una patrulla de la Policía con una pistola y dos cargadores, siendo condenado finalmente por el Tribunal de Apelación de Pau a 4 meses de prisión, dos de ellos condicionales. En octubre de 1976 Argala se casó en la isla francesa de Yeu, en donde estaba deportado, con Asun Arana, cuyo compañero Jesús Mari Markiegi había muerto en 1975 durante una operación policial en Guernica. Después de abandonar Yeu, ambos alquilaron una casa en Anglet, en el País Vasco Francés. Murió el 21 de diciembre de 1978 por una bomba colocada por el Batallón Vasco Español (BVE) en los bajos de su coche, en ese mismo municipio vasco-francés. Este grupo había decidido actuar tras la Ley de amnistía de España de 1977 concedida por el gobierno de UCD, la cual amnistió delitos cometidos durante la dictadura. El atentado comenzó a ser preparado en mayo de ese mismo año, según uno de los militares implicados en este.
Sus restos mortales descansan en el panteón familiar del cementerio de su localidad natal, donde una plaza tuvo su sobrenombre más conocido, Argala, hasta que en 2009 el ayuntamiento retiró la placa con su nombre por orden del juez de la Audiencia Nacional Santiago Pedraz, el cual consideraba que atentaba contra «la dignidad de las víctimas del terrorismo».

## Obras
- Prólogo del libro de Jokin Apalategi Begiristain, Los vascos de la nación al Estado: P.N.V., E.T.A., ENBATA, San Sebastián: Elkar, 1979. ISBN 84-85485-06-8